# Emil Wolf
Pour les articles homonymes, voir Wolf.
Emil Wolf, né le 30 juillet 1922 à Prague (Tchécoslovaquie) et mort le 2 juin 2018 à Rochester (comté de Monroe, État de New York)[réf. nécessaire], est un physicien américain d'origine tchécoslovaque.
Il a fait des recherches importantes en optique physique, notamment la diffraction, les propriétés de cohérence des champs optiques, la spectroscopie des radiations partiellement cohérentes, la théorie de la diffusion directe et la théorie de la diffusion inverse. Il a participé à la rédaction de plusieurs ouvrages d'optique.

## Biographie
Emil Wolf a obtenu son doctorat en optique (A Contribution to the Theory of Aspheric Optical Systems) de l'université de Bristol en 1948.
En 2007, il est professeur à l'université de Rochester aux États-Unis.

## Publications
- (en) Progress in Optics, Elsevier, 1962-2011. Il s'agit d'une série d'ouvrages publiés par Elsevier sous la supervision d'Emil Cohen depuis son lancement en 1962. La série compte 56 volumes en 2011[3].
- (en) Emil Wolf et Leonard Mandel, Optical Coherence and Quantum Optics
- (en) Emil Wolf, Introduction to the Theory of Coherence and Polarization of Light
- (en) Emil Wolf, Selected Works of Emil Wolf with Commentary, World Scientific Publishing, 2001.  (ISBN 981-281-187-7)
- (en) Max Born (auteur), Emil Wolf (auteur), A. B. Bhatia (contributeur), P. C. Clemmow (contributeur), D. Gabor (contributeur), A. R. Stokes (contributeur), A. M. Taylor (contributeur), P. A. Wayman (contributeur) et W. L. Wilcock (contributeur), Principles of Optics : Electromagnetic Theory of Propagation, Interference and Diffraction of Light, Cambridge University Press, 13 octobre 1999, 7e éd., 986 p. (ISBN 978-0-521-64222-4, lire en ligne)

Quelques chapitres de l'ouvrage [PDF]